# Celine Michielsen
Celine Michielsen (Breda, 22 mei 1994) is een Nederlandse handbalster die uitkomt in de Duitse Handbal-Bundesliga voor HSG Blomberg-Lippe. Vanaf het seizoen 2020/2021 gaat Michielsen spelen in de Nederlandse Eredivisie voor Quintus. In 2022 stopte Michielsen als speler en werd trainer van het tweede herenteam van Aalsmeer.

## Onderscheidingen
- All-Star Team cirkelloper van het Europees kampioenschap onder 17: 2011
- Topscorer van het Europees kampioenschap onder 17: 2011 (55 goals)